# Victoria Jiménez Kasintseva
Victoria Jiménez Kasintseva (* 9. August 2005 in Andorra) ist eine andorranische Tennisspielerin.

## Karriere
Jiménez Kasintseva, die am liebsten auf Sandplätzen spielt, begann im Alter von fünf Jahren mit dem Tennis.
Am 1. Februar 2020 triumphierte sie im Finale des Juniorinneneinzels der Australian Open gegen Weronika Baszak mit 5:7, 6:2 und 6:2. Es war ihre erste Grand-Slam-Teilnahme überhaupt. Anfang März spielte sie ihr erstes Profi-Turnier in Amiens, wo sie in der ersten Runde ausschied.
Anfang 2021 trat sie bei den Australian Open erstmals in der Qualifikation eines Grand-Slam-Turniers bei den Profis an, wo sie in der ersten Runde Çağla Büyükakçay mit 4:6 und 4:6 unterlag. Bislang gewann sie fünf Einzel- und einen Doppeltitel auf der ITF Women’s World Tennis Tour.

## Turniersiege

### Einzel
| Nr. | Datum              | Turnier              | Kategorie | Belag     | Finalgegnerin                      | Ergebnis |
| --- | ------------------ | -------------------- | --------- | --------- | ---------------------------------- | -------- |
| 1.  | 14. November 2021  | Aparecida de Goiânia | ITF W25   | Sand      | Panna Udvardy                      | 6:3, 7:5 |
| 2.  | 23. Oktober 2022   | Loulé                | ITF W25   | Hartplatz | Katarina Sawazka                   | 6:1, 6:4 |
| 3.  | 12. März 2023      | Boca Raton           | ITF W25   | Sand      | Whitney Osuigwe                    | 6:2, 6:2 |
| 4.  | 19. November 2023  | Austin               | ITF W25   | Hartplatz | Hanna Chang                        | 6:0, 6:2 |
| 5.  | 29. September 2024 | Lissabon             | ITF W75   | Sand      | Guiomar Maristany Zuleta de Reales | 6:4, 6:2 |

### Doppel
| Nr. | Datum        | Turnier             | Kategorie  | Belag | Partnerin      | Finalgegnerinnen               | Ergebnis         |
| --- | ------------ | ------------------- | ---------- | ----- | -------------- | ------------------------------ | ---------------- |
| 1.  | 14. Mai 2022 | La Bisbal d’Empordà | ITF W100+H | Sand  | Renata Zarazúa | Alicia Barnett Olivia Nicholls | 6:4, 2:6, [10:8] |

## Privates
Victoria Jiménez Kasintseva ist die Tochter des ehemaligen andorranischen Profispielers Joan Jiménez Guerra (* 1978), von dem sie trainiert wird, und einer aus Russland stammenden Mutter. Ihr Vater wurde 1996 bis 2005 in der Weltrangliste geführt, wo er Platz 505 im Einzel und Platz 355 im Doppel erreichte.